# 久壽川站
久壽川站（日语：／ Kusugawa eki */?）是位於兵庫縣西宮市今津曙町，屬於阪神電氣鐵道本線的車站。車站編號為「HS15」。

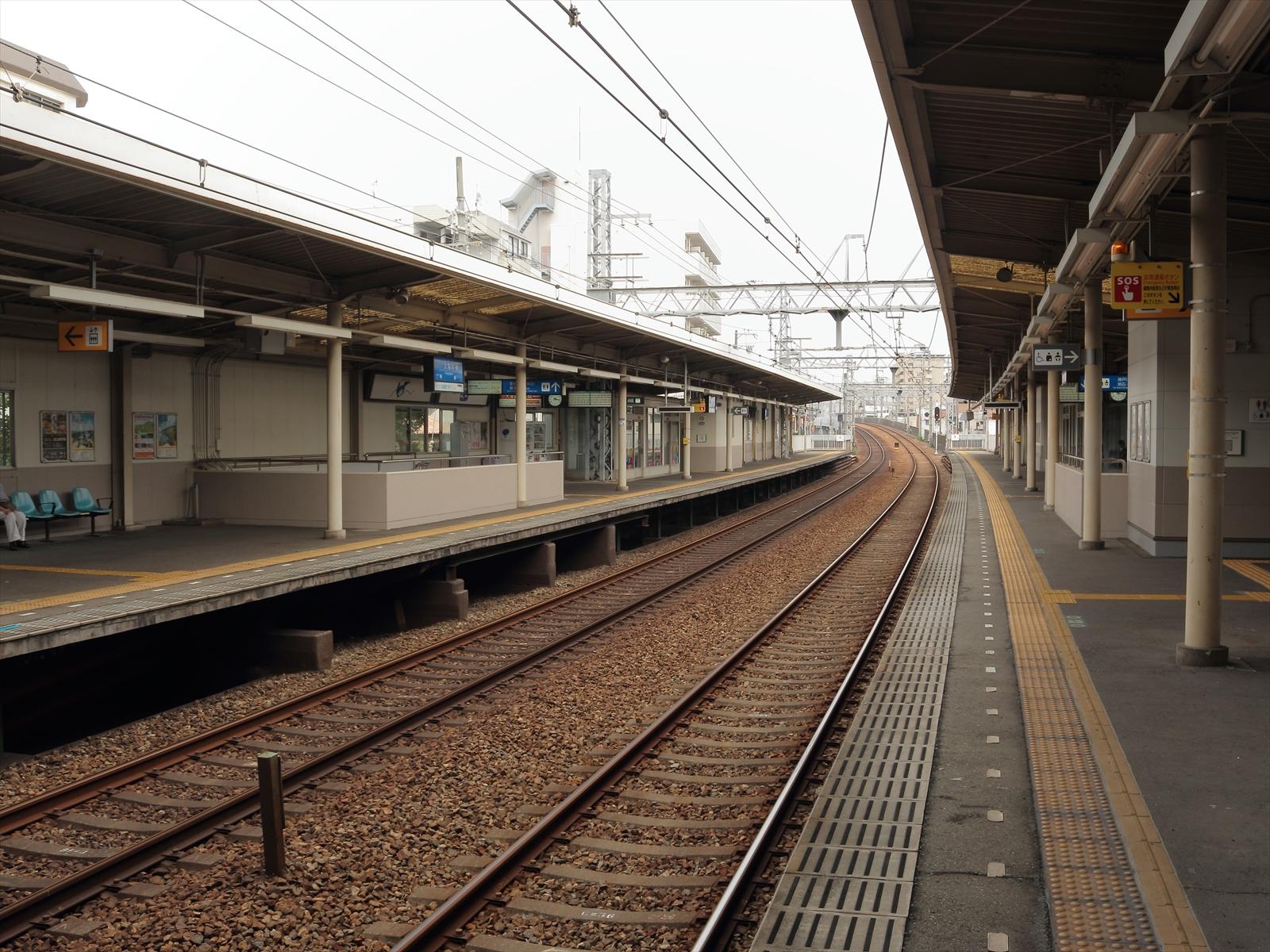
月台(2015年7月)

## 歷史

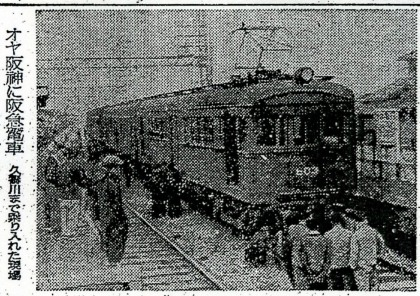
暴走的阪急電車向久壽川站月台碰撞(1949年12月13日)

- 1905年（明治38年）4月12日 - 阪神本線開業，第一代今津站啟用[1]。
- 1926年（大正15年）12月19日 - 隨著（現時的）今津站啟用，此站改名為久壽川站[1]。
- 1949年（昭和24年）12月13日 - 發生阪急今津線暴走事故[1]。
- 1995年（平成7年）
  - 1月17日 - 發生阪神大地震，阪神本線停運，此站暫停營業[2]。
  - 1月26日 - 甲子園站至青木站之間重開（在同年6月26日本線全線重開）[2]。
- 2014年（平成26年）4月1日 - 引入車站編號[3][4]。

## 車站構造
本站是地面車站，設有2面2線的相對式月台。站内設有轉轍器和絶對信號機，因此被定義為停留所。驗票閘口位於近神戶一方的地底，出入口位於車站南北兩方（南北兩方設有升降機，在閘外內共用型）。
此站是由甲子園站管理的有人車站，在每日早上和黃昏部分時段外，沒有車站職員當值。在驗票閘口中設有熒幕顯示運行狀況。

### 月台
| 月台 | 路線 | 上下行 | 方向                               |
| ---- | ---- | ------ | ---------------------------------- |
| 1    | 本線 | 上行   | 尼崎、大阪（梅田）、難波、奈良方向 |
| 2    | 本線 | 下行   | 神戶（三宮）、明石、姬路方向       |

在站內沒有標記月台編號。在官方網站的站內圖、「阪神App」中設有標示月台編號，上行方向為1號月台，下行方向為2號月台。月台全長約100米，可容納5卡編成列車，而實際運行上只有4卡編成的普通列車停站。
在2014年3月28日起，上、下行月台設有升降機（閘內外共用），同時下行月台上設有多功能廁所。
| ← 梅田方向      | 久壽川站配線略圖 | → 神戶三宮、元町方向 |
| 图例 参考文献： |                  |                      |

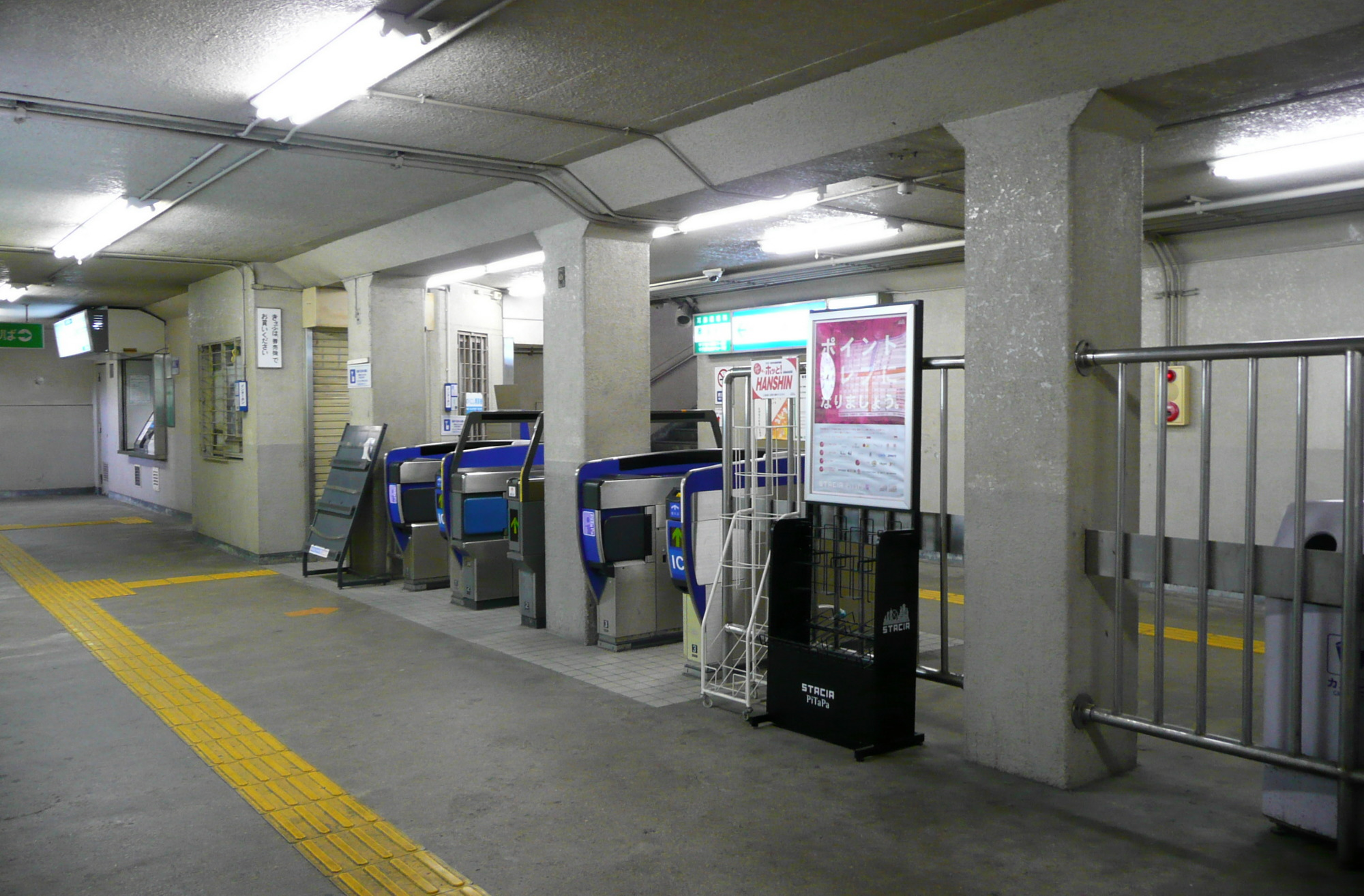
閘口（翻新前）
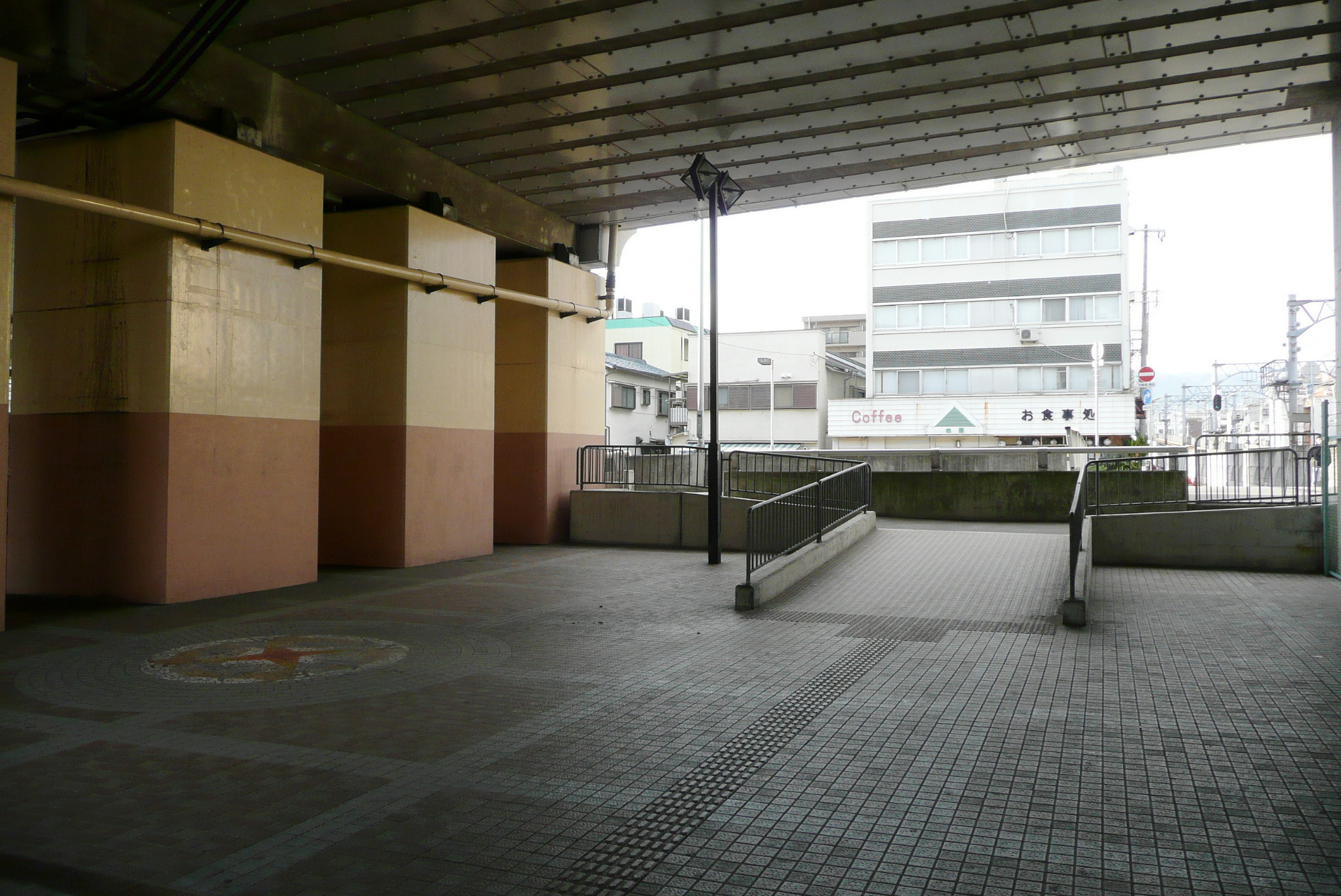
車站南邊站前風景
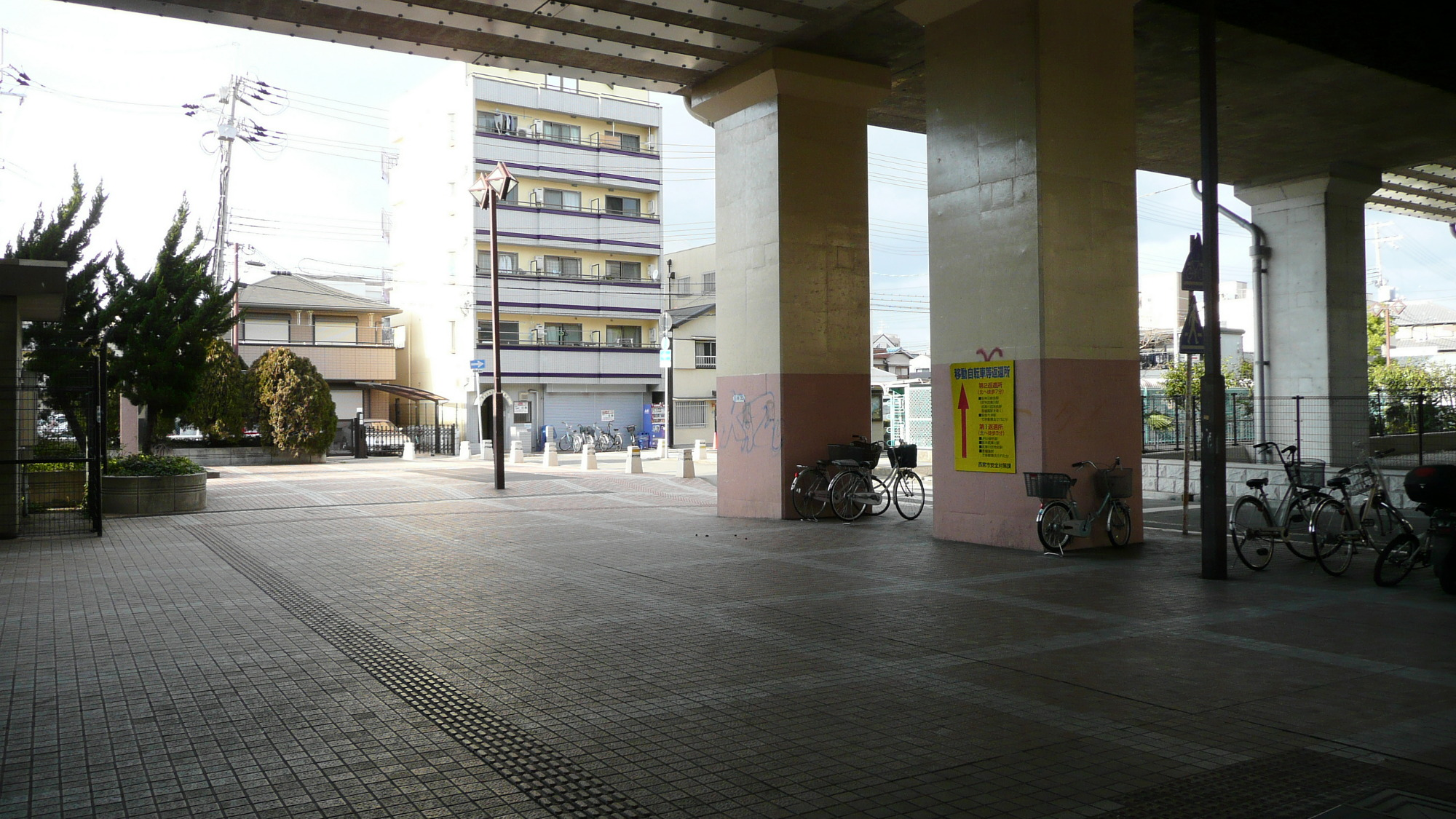
車站北邊站前風景
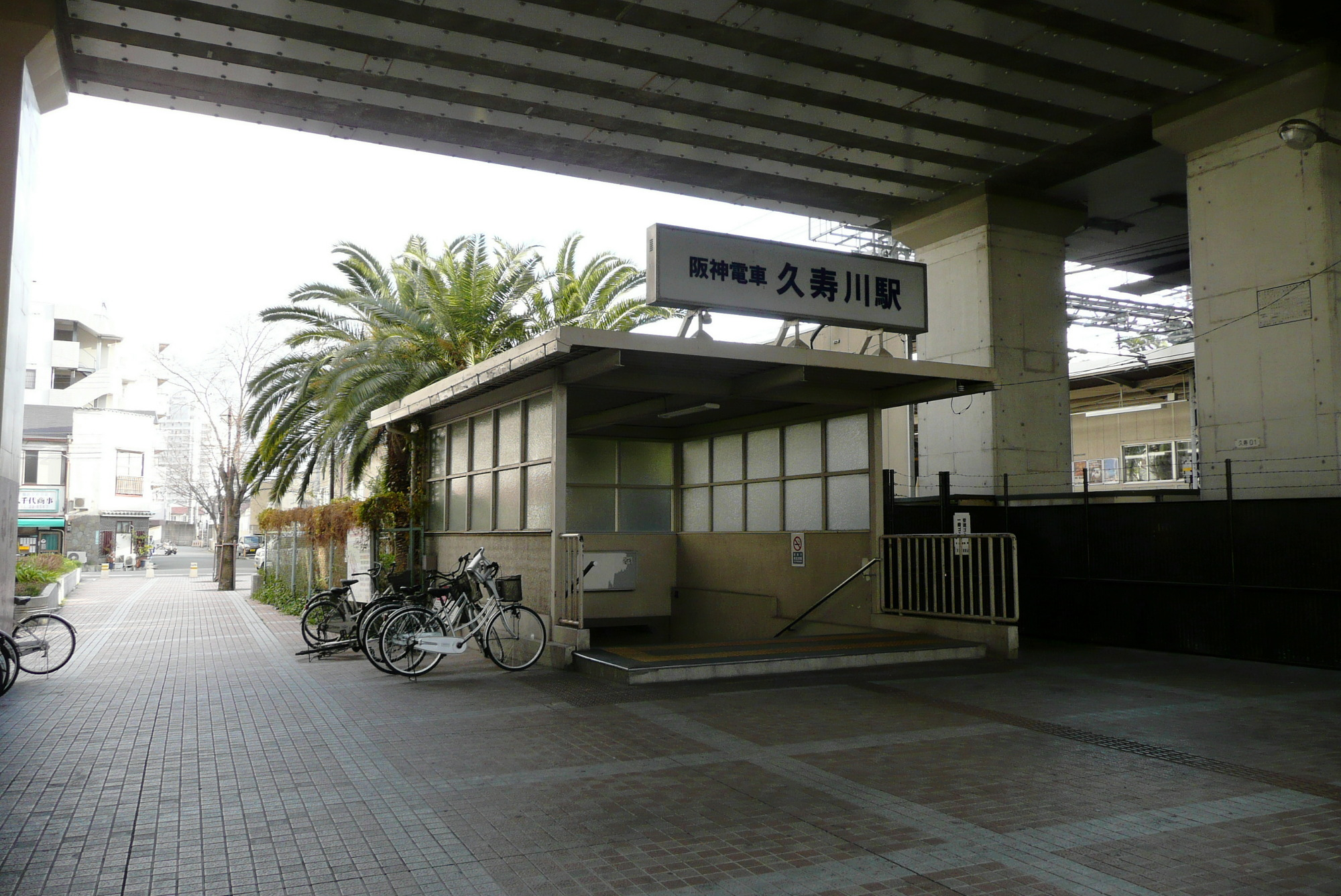
北出口（引入車站編號前）

## 使用狀況
在2005年度，1日上下車人次為3,426人，在阪神本線內僅次於住吉站，為較少人使用的車站。
在阪神甲子園球場比賽完結後，由於甲子園站會有許多乘客使用而造成十分擠擁，部分乘客會步行1站至此站乘車。

## 車站周邊
車站鄰近名神高速道路西宮交匯處。在車站西邊（近神戶一方）設有阪神本線與名神高速道路相交處，同時也有今津東線（兵庫縣道343號今津港津門大箇線）相交處。
- 福應神社（日语：福應神社）
- 上野神社
- 西宮今津郵局
- gourmet city（日语：グルメシティ）今津店
- 西宮協立神經外科醫院
- 西宮市立西宮養護學校（日语：西宮市立西宮養護学校）
- Coop神戶（日语：コープこうべ） Coop西宮南
- Kohnan家居中心（日语：コーナン#ホームセンターコーナン） 西宮今津店

## 相鄰車站
阪神電氣鐵道
 本線
■■直通特急、■特急、■區間特急（只往大阪梅田方向運行）、■快速急行、■急行
通過
■普通
甲子園（HS14）－久壽川（HS15）－今津（HS16）

## 注腳
1. 1 2 3 4 5 6 7 8 9 10 11 12 13  . 神戶新聞綜合出版中心. 2012-12-10: 44. ISBN 9784343006745.
2. 1 2  . 神戶新聞綜合出版中心. 2010-01-17: 124–126. ISBN 978-4-343-00537-3.
3. ↑   (PDFlink) (新闻稿). 阪神電氣鐵道株式會社. 2013-04-30  [2016-04-08]. （原始内容存档 (PDF)于2019-06-17）.
4. ↑  . 讀賣新聞（大阪晨報） (讀賣新聞大阪本社). 2014-03-20: p.32.
5. ↑  阪神電車 久寿川駅にエレベーター・多機能トイレを設置 ３月２８日始発から使用開始PDF - 阪神電気鉄道
6. ↑  . 圖説 日本之鐵道. 川島令三編著. 講談社. 2009. ISBN 978-4-06-270017-7. 28頁

## 外部連結
- 久壽川（路線圖、車站資訊） - 阪神電氣鐵道